# 斯那奴次酒
斯那奴次酒（しなぬ の しす、生没年不詳）は、欽明朝前半期の百済官僚。日本人であるが、百済王権に仕えた倭系百済官僚。官位は施徳、その後、徳率に昇進。科野次酒とも。

## 官位
1.
2.
3.
4.
5.
斯那奴次酒は、1.、2.では官位八等「施徳」、3.、4.、5.では官位四等「徳率」に昇進している帯官状況から鑑みると、百済官僚として継続的に仕えていたことがわかり、4.では「内臣」の地位にあり、百済王側近だった可能性がある。

## 家族
『日本書紀』百済系史料に記される斯那奴氏（科野氏）の活動は以下である。
1.
2.
3.
1.では百済と継体天皇の外交において、百済使者「日本斯那奴阿比多」が現れるが、斯那奴阿比多の動向について、欽明天皇十一年に倭国が派遣した外交使節とみる見解があるが、そう単純ではなく、何故ならば、1.と2.の間にあたる期間に斯那奴氏（科野氏）が倭系百済官僚として現れるためである。
官位「施徳」を有する斯那奴次酒がみえるが、斯那奴氏（科野氏）は、『日本書紀』に他に現れない信濃豪族であり、ヤマト王権において活発に活動していたわけではなく、それを考慮すると斯那奴次酒は斯那奴阿比多と近い関係である可能がある。すなわち、斯那奴阿比多、斯那奴次酒、科野新羅の関係であるが、倭国における有力豪族とは言い難い斯那奴氏（科野氏）という共通性からすれば無関係とは考え難く、斯那奴阿比多の活動は継体天皇十年から欽明天皇十一年、斯那奴次酒の活動は欽明天皇五年から欽明天皇十五年、科野新羅の活動は欽明天皇十四年であり、斯那奴阿比多は一世代前から活動を始めていることになるため、斯那奴阿比多が父、斯那奴次酒・科野新羅が兄弟の可能性がある。